# Kalifornische Aralie
Die Kalifornische Aralie (Aralia californica), englisch Elk Clover genannt, ist eine Pflanzenart in der Familie der Araliengewächse (Araliaceae). Sie ist in Kalifornien und im Südwesten von Oregon heimisch.

## Beschreibung

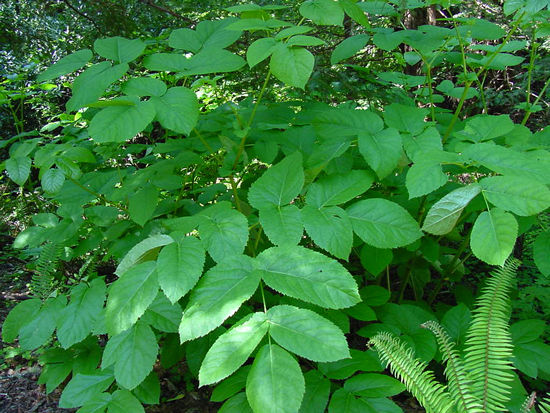
Gefiederte Laubblätter

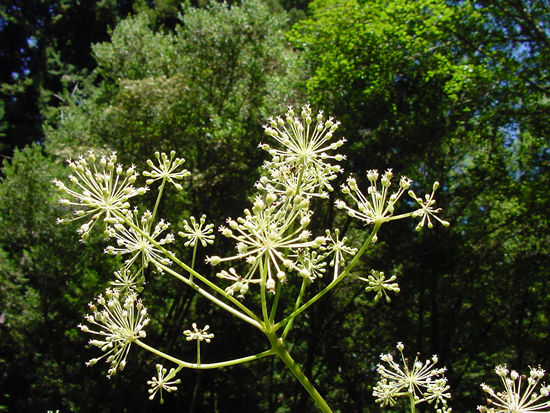
Ausschnitt eines Blütenstandes

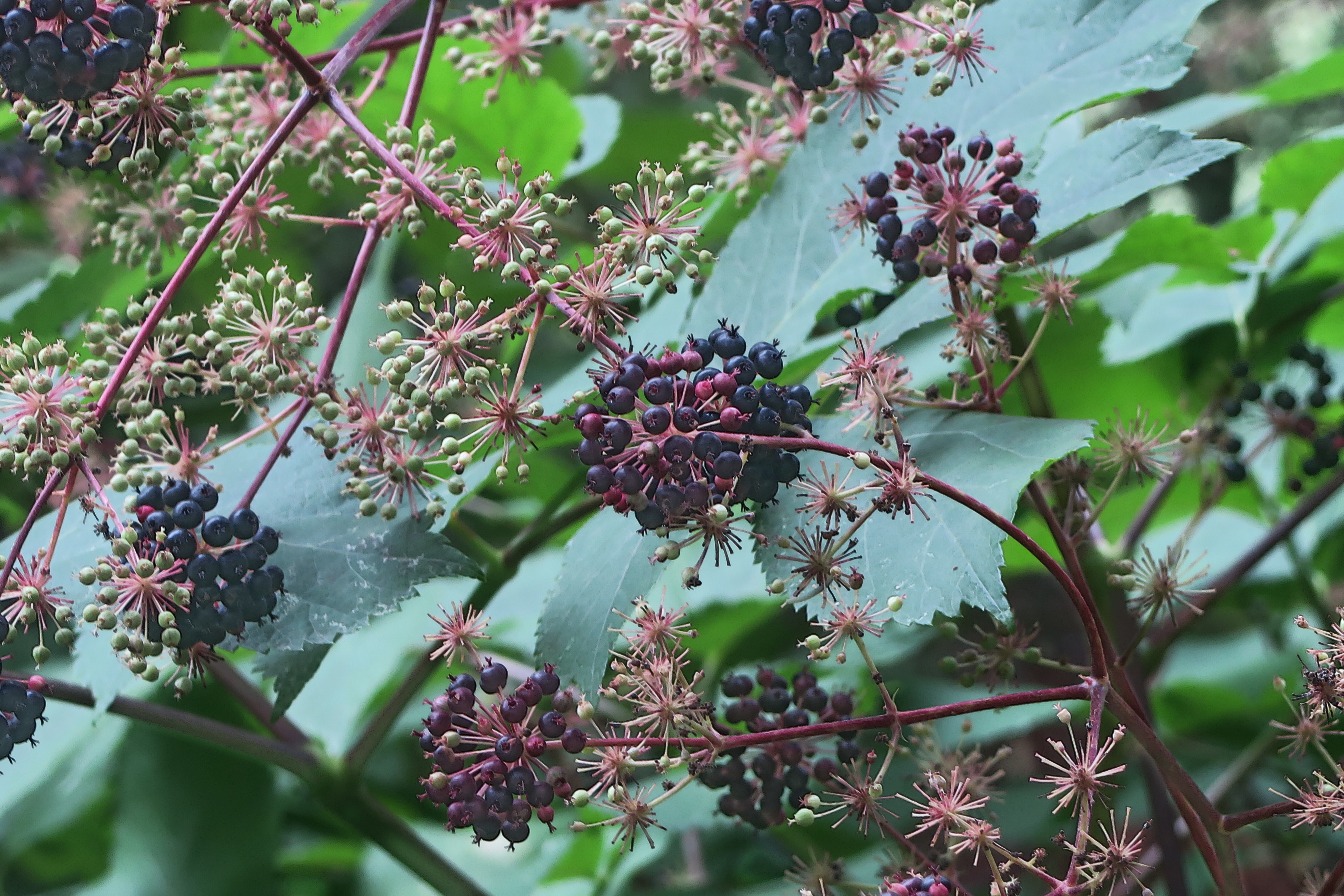
Fruchtstand

### Vegetative Merkmale
Die Kalifornische Aralie wächst als sommergrüne, ausdauernde krautige Pflanze und erreicht Wuchshöhen von 2 bis über 3 Metern. Die Wurzeln sind weitreichend. Die Pflanzen enthalten einen weißen Milchsaft.
Die bei einer Länge von 1 bis 2 m relativ großen, wechselständig angeordneten Laubblätter sind in Blattstiel und -spreite gegliedert, sowie mehr oder weniger kahl. Die Blattspreite ist einfach bis doppelt gefiedert und bis über 150 Zentimeter lang und breit. Die Blattstiele sind bis zu 30 cm lang. Die Blattspreite ist typischerweise in drei Fiedern mit jeweils drei bis fünf Blättchen gegliedert. Die kurz gestielten, fast kahlen, spitzen bis zugespitzten Blättchen sind bei einer Länge von meist 15 bis 40 cm eiförmig bis elliptisch mit gesägtem Rand und leicht herzförmiger bis abgerundeter Basis. Es sind größere Nebenblätter vorhanden.

### Generative Merkmale
Der bei einer Länge von 25 bis 65 cm große, end- oder achselständige Gesamtblütenstand besteht aus zahlreichen, drüsig-behaarten, doldigen Teilblütenständen. Die kleine, meist zwittrige oder funktionell männliche und gestielte, weiße Blüte besitzt einen Durchmesser von 2 bis 3 mm und ist fünfzählig mit doppelter Blütenhülle. Es ist ein Blütenbecher vorhanden. Die winzigen, fünf haltbaren Kelchblätter sind an ihrer Basis verwachsen. Es sind fünf freien Kronblätter vorhanden. Es ist nur der innere Kreis mit fünf kurze Staubblättern vorhanden. Der Fruchtknoten ist unterständig mit fünf kurzen, zusammenstehenden Griffeln. Es ist ein kleiner Diskus vorhanden.
Die bei einem Durchmesser von 5 bis 6 mm relativ kleinen Früchte, Steinfrüchte sind kugelig mit beständigen Griffeln, etwas fleischig und dunkel-violett bis schwarz. Die Samen sind hell und 3 mm lang.
Die Chromosomenzahl beträgt 2n = 48.

## Vorkommen
Aralia californica ist in Kalifornien von Orange County bis in das südliche Oregon heimisch. Sie kommt an feuchten, schattigen Stellen, in Schluchten und entlang von Flüssen vor.

## Systematik
Die Erstbeschreibung von Aralia californica erfolgte 1876 durch Sereno Watson in Proceedings of the American Academy of Arts and Sciences, Volume 11, S. 144–145.
Aralia californica gehört zur Sektion Aralia in der Gattung Aralia.

## Nutzung
Die amerikanischen Ureinwohner tranken einen Tee aus den Wurzeln und aßen die Früchte als Tonikum. Präparate aus der Wurzel wurden gegen Magenschmerzen, Fieber und bei Erschöpfung, die gekochten Wurzeln als Wickel bei Juckreiz und Wunden eingesetzt.